# Награда „Десимир Тошић”
Награда „Десимир Тошић” додељивана је за најбољу књигу из области публицистике и за најбољу колумну, фељтон или серију текстова.
Награду је 2008. установило и од 2009. до 2014. додељивало ЈП „Службени гласник” , за дела објављена у прошлој години. Признање се састојало од плакете и новчаног износа од 240.000 динара (2012. године) за најбољу књигу, односно плакете и штампања књиге текстова код ЈП „Службени гласник“ за најбољу колумну, фељтон или серију текстова.
Свечано уручење награда приређивано је у Римској дворани Библиотеке града Београда.
Награда је формално укинута 2015, а њеним настављачем сматра се Гласникова награда, која се од 2015. додељује за најбољу књигу из области публицистике објављену у прошлој години.

## Добитници
| Година | Добитник                             | За дело                                       | Категорија            | Реф.  |
| ------ | ------------------------------------ | --------------------------------------------- | --------------------- | ----- |
| 2009   | Александра Петровић и Доротеа Чарнић | Процес КП 5/03: убиство Зорана Ђинђића        | најбоља књига         | [ 3 ] |
| 2009   | Александар Зограф                    | серија стрип-колумни у недељнику Време        | најбоља колумна (...) | [ 3 ] |
| 2010   | Славољуб Ђукић                       | Политичко гробље                              | најбоља књига         | [ 4 ] |
| 2010   | Небојша Попов                        | серија текстова у Републици                   | најбоља колумна (...) | [ 4 ] |
| 2011   | Владимир Глигоров                    | Талог: огледи о предностима слободе           | најбоља књига         | [ 5 ] |
| 2011   | Златко Паковић                       | серија текстова у Политици                    | најбоља колумна (...) | [ 5 ] |
| 2012   | Драгољуб Ђорђевић                    | Казуј крчмо Џеримо                            | најбоља књига         | [ 6 ] |
| 2012   | Марко Сомборац                       | серија стрипова у Блицу                       | најбоља колумна (...) | [ 6 ] |
| 2013   | Игор Маројевић                       | Кроз главу                                    | најбоља књига         | [ 7 ] |
| 2013   | Славиша Орловић                      | серија текстова у Политици и часопису Рестарт | најбоља колумна (...) | [ 7 ] |
| 2014   | Иван Ивачковић                       | Како смо пропевали                            | најбоља књига         | [ 8 ] |
| 2014   | Драгољуб Петровић                    | серија текстова у Данасу и Недељнику          | најбоља колумна (...) | [ 8 ] |